# Mary Cavendish, duquesa de Devonshire
Mary Cavendish, duquesa de Devonshire (29 de julio de 1895, Hatfield, Hertfordshire - 24 de diciembre de 1988, Westminster, Londres) nacida Lady Mary Alice Gascoyne-Cecil, hija de James Gascoyne-Cecil, 4.º marqués de Salisbury. Se casó el 21 de abril de 1917 con Edward Cavendish, Lord Hartington, que sucedió a su padre como décimo Duque de Devonshire en 1938, con lo cual Mary se convirtió en Duquesa de Devonshire. Ella fue Mistress of the Robes de la reina Isabel II desde 1953 hasta 1967, y Rector de la Universidad de Exeter desde 1955 hasta 1972. Se le concedió el Hon. LLD (Exon) en 1956.

## Esposo
El 26 de noviembre de 1950, su esposo Edward Cavendish, décimo duque de Devonshire tuvo un ataque al corazón y murió mientras era asistido por John Bodkin Adams, el presunto asesino en serie. En el proceso de transferencia de sus bienes a su hijo, la muerte del duque acaeció 10 semanas antes de un necesario período de 5 años, y sus bienes fueron sometidos a los impuestos del 80%. Trece días antes de su muerte, Edith Alice Morrell, otro paciente de Adams también había muerto. Adams fue juzgado en 1953 por asesinato, pero fue absuelto. Sin embargo, Francis Camps, patólogo del Ministerio de Interior Británico, vincula a Adams con 163 sospechas de muertes en total.
| Predecesor: - | Mistress of the Robes 1953-1967 | Sucesor: La Duquesa de Grafton |

- Datos: Q531983
- Multimedia: Mary Cavendish, Duchess of Devonshire / Q531983